# Amilton Minervino da Silva
Amilton, mit vollem Namen Amilton Minervino da Silva (* 12. August 1989 in Pernambuco), ist ein brasilianischer Fußballspieler.

## Karriere
Amilton verbrachte den Beginn seiner Profikarriere überwiegend bei Clubs in der spanischen und portugiesischen zweiten Liga. Zur Winterpause der Spielzeit 2016/17 wechselte er in die 2. Bundesliga zum TSV 1860 München, bei dem er einen Vertrag bis 2020 erhielt. Dieser wurde nach dem Abstieg Münchens nach dem Saisonende jedoch ungültig, sodass Amilton den Verein wieder verließ. Zur Saison 2017/18 schloss sich Amilton dem portugiesischen Erstligaaufsteiger Desportivo Aves an, bei dem er einen Dreijahresvertrag erhielt.
Für die Rückrunde der Saison 2018/19 wurde er an den türkischen Erstligisten Antalyaspor ausgeliehen.